# Flashdance
Flashdance  es una película romántica estadounidense de 1983, dirigida por Adrian Lyne y protagonizada por Jennifer Beals y Michael Nouri en los papeles principales. Fue una de las películas más taquilleras de la década de 1980 y también es considerada un clásico de la década, además de ser galardonada en los premios Óscar, BAFTA, Globo de Oro y Grammy, entre otros.
Fue la primera colaboración entre los productores Don Simpson y Jerry Bruckheimer, y la presentación de algunas secuencias de baile fue una fuerte influencia para otras películas de la década como Footloose, Purple Rain y Top Gun, la producción más famosa de Simpson y Bruckheimer. También fue uno de los primeros grandes estrenos de Adrian Lyne, quien construyó una reputación como director de comerciales para televisión. Las elaboradas secuencias de baile de Alex fueron realizadas casi en su totalidad por la bailarina francesa Marine Jahan.
Inicialmente la película no tuvo una buena acogida de la crítica. El popular crítico Roger Ebert la describió como "una gran colección de bailes y sonidos que no significa nada", ubicándola en su lista de películas más odiadas. Sin embargo, fue un gran éxito de taquilla, convirtiéndose en la tercera película más taquillera de 1983 en los Estados Unidos. A nivel mundial recaudó más de 200 millones de dólares. La banda sonora, compilada por Giorgio Moroder, presentó destacadas canciones como "Maniac" (interpretada por Michael Sembello) y la ganadora de un Premio Óscar "Flashdance... What a Feeling", compuesta para la película por Moroder con letras de Irene Cara y Keith Forsey.

## Argumento
Alexandra "Alex" Owens (Jennifer Beals) es una chica de la ciudad de Pittsburgh, Pensilvania, ella sueña con llegar a ser bailarina profesional como su abuela. 
Para ganarse la vida y hacer realidad sus sueños, trabaja como soldadora en la industria del acero, para la construcción de edificios en una empresa constructora privada y por la noche baila en un cabaret, donde la mayoría de los parroquianos asistentes también trabajan en la industria del acero. 
Su jefe es Nick Hurley (Michael Nouri), un millonario arquitecto, recién divorciado quien no conoce a Alex personalmente, aunque trabaja en su empresa como soldadora. Una noche la ve danzar en el cabaret y se enamora de ella, juntos inician una relación y ella lo ayuda a olvidar a su exesposa, mientras su mejor amiga pasa por un mal momento como patinadora sobre hielo y ella la ayuda a recuperarse, y el cocinero del bar sirviendo en el cabaret, quiere ser comediante en el futuro, para hacer realidad su sueño de ser un famoso comediante y presentarse en Las Vegas. 
Cuando Nick Hurley conoce sobre el sueño de Alex para bailar en forma profesional, la respalda y con sus influencias en la ciudad, por ser benefactor de la academia de danza, Alex logra tener una presentación y le permitan participar en una audición especial para ella, en la Academia de danza clásica de la ciudad, donde es recibida por los jueces y críticos de la academia de danza, al principio dudan de su habilidad para bailar, por no tener la educación y el entrenamiento necesario desde su infancia, pero finalmente aprueban su participación en la escuela de danza como bailarina profesional.

## Reparto
- Jennifer Beals como Alexandra "Alex" Owens
  - Marine Jahan como Alex Owens en las secuencias de danza
- Michael Nouri como Nick Hurley
- Sunny Johnson como Jeanie Szabo
- Kyle T. Heffner como Richie
- Lee Ving como Johnny C.
- Lilia Skala como Hanna Long
- Stacey Pickren como Margo
- Cynthia Rhodes como Tina Tech
- Durga McBroom como Heels
- Ron Karabatsos como Jake Mawby
- Malcolm Danare como Cecil
- Phil Bruns como Frank Szabo
- Micole Mercurio como Rosemary Szabo
- Belinda Bauer como Katie Hurley
- Don Brockett como Pete
- Liz Sagal como Sunny
- Lucy Lee Flippin como Secretaria

## Comentarios
Este film fue el primer trabajo realizado en colaboración por los productores Don Simpson y Jerry Bruckheimer, y su presentación de algunas secuencias siguiendo lineamientos propios de los videos musicales influyeron a otras películas de la época, incluyendo a Top Gun, la cual también contó con la producción de Simpson y Bruckheimer.
La mayor parte del rodaje se hizo en la ciudad de Pittsburgh, Pensilvania, entre 1982 y 1983.

## Estrenos mundiales
| País                                                                          | Fecha de estreno                   |
| ----------------------------------------------------------------------------- | ---------------------------------- |
| Alemania                                                                      | Jueves 1 de septiembre de 1983     |
| Argentina                                                                     | Jueves 22 de septiembre de 1983    |
| Australia                                                                     | Jueves 4 de agosto de 1983         |
| Austria                                                                       | Viernes 2 de septiembre de 1983    |
| Bélgica                                                                       | Miércoles 14 de septiembre de 1983 |
| Belice · Costa Rica · El Salvador · Guatemala · Honduras · Nicaragua · Panamá | Miércoles 10 de agosto de 1983     |
| Brasil                                                                        | Jueves 11 de agosto de 1983        |
| Chile                                                                         | Viernes 9 de septiembre de 1983    |
| Colombia                                                                      | Jueves 15 de diciembre de 1983     |
| Dinamarca                                                                     | Viernes 8 de julio de 1983         |
| Ecuador                                                                       | Miércoles 28 de septiembre de 1983 |
| Egipto                                                                        | Lunes 20 de febrero de 1984        |
| España                                                                        | Lunes 22 de agosto de 1983         |
| Estados Unidos · Canadá                                                       | Viernes 15 de abril de 1983        |
| Filipinas                                                                     | Miércoles 26 de octubre de 1983    |
| Finlandia                                                                     | Viernes 5 de agosto de 1983        |
| Francia                                                                       | Miércoles 14 de septiembre de 1983 |

| País                 | Fecha de estreno                   |
| -------------------- | ---------------------------------- |
| Grecia               | Jueves 29 de septiembre de 1983    |
| Hong Kong            | Sábado 13 de agosto de 1983        |
| Israel               | Viernes 16 de septiembre de 1983   |
| Italia               | Jueves 15 de septiembre de 1983    |
| Japón                | Sábado 30 de julio de 1983         |
| Líbano               | Viernes 21 de octubre de 1983      |
| Malasia              | Jueves 25 de agosto de 1983        |
| México               | Jueves 1 de septiembre de 1983     |
| Noruega              | Jueves 4 de agosto de 1983         |
| Nueva Zelanda        | Viernes 5 de agosto de 1983        |
| Países Bajos         | Jueves 14 de julio de 1983         |
| Perú                 | Jueves 25 de agosto de 1983        |
| Portugal             | Viernes 11 de noviembre de 1983    |
| Reino Unido Irlanda  | Jueves 30 de junio de 1983         |
| República Dominicana | Jueves 8 de septiembre de 1983     |
| Singapur             | Jueves 25 de agosto de 1983        |
| Sudáfrica            | Viernes 1 de julio de 1983         |
| Suecia               | Viernes 15 de julio de 1983        |
| Suiza                | Miércoles 14 de septiembre de 1983 |
| Tailandia            | Sábado 15 de octubre de 1983       |
| Taiwán               | Sábado 24 de septiembre de 1983    |
| Uruguay              | Jueves 1 de septiembre de 1983     |
| Venezuela            | Miércoles 24 de agosto de 1983     |

## Banda sonora
La musicalización de la película estuvo a cargo de Giorgio Moroder. El disco de la banda sonora contiene 10 canciones y tiene una duración aproximada de 36 minutos.
Las canciones incluidas en la banda sonora son:
| N.º | Título                            | Escritor(es)                                                | Intérprete       | Duración |  |
| 1.  | «Flashdance... What a Feeling»    | Giorgio Moroder, Keith Forsey, Irene Cara                   | Irene Cara       | 3:53     |  |
| 2.  | «He's a Dream»                    | Shandi Sinnamon, Ronald Magness                             | Shandi Sinnamon  | 3:28     |  |
| 3.  | «Love Theme from Flashdance»      | Giorgio Moroder                                             | Helen St. John   | 3:27     |  |
| 4.  | «Manhunt»                         | Doug Cotler, Richard Gilbert                                | Karen Kamon      | 2:36     |  |
| 5.  | «Lady, Lady, Lady»                | Moroder, Forsey                                             | Joe Esposito     | 4:10     |  |
| 6.  | «Imagination»                     | Michael Boddicker, Jerry Hey, Phil Ramone, Michael Sembello | Laura Branigan   | 3:35     |  |
| 7.  | «Romeo»                           | Pete Bellotte, Sylvester Levay                              | Donna Summer     | 3:13     |  |
| 8.  | «Seduce Me Tonight»               | Moroder, Forsey                                             | Cycle V          | 3:31     |  |
| 9.  | «I'll Be Here Where the Heart Is» | Kim Carnes, Duane Hitchings, Craig Krampf                   | Kim Carnes       | 4:36     |  |
| 10. | «Maniac»                          | Sembello, Dennis Matkosky                                   | Michael Sembello | 4:04     |  |

## Premios y nominaciones
- Premio Óscar 1983: a la mejor música original (Giorgio Moroder, Keith Forsey e Irene Cara).
- Premio Óscar a la mejor canción original: Flashdance... What a Feeling (música: Giorgio Moroder; letra: Keith Forsey e Irene Cara).
- Premio BAFTA 1984: al mejor montaje.
- Premio Globo de Oro 1984: a la mejor música para cine (Giorgio Moroder)
- Premio Globo de Oro 1984: a la mejor canción original (Flashdance...What a Feeling), Giorgio Moroder, Keith Forsey  e Irene Cara.
- Premio Grammy 1984: al mejor álbum original para película o televisión.
- Premio Image 1984: a la actriz más destacada (Jennifer Beals).
- Premio People's Choice 1984: a la canción favorita (Flashdance...What a Feeling)
- Premio National Music Publisher's Association 1984: a la mejor canción en cine (Flashdance...What a Feeling)
- Premio Blue Ribbon 1984: a la mejor película en idioma extranjero (Adrian Lyne).
- Premio Hochi Film 1983: a la mejor película en idioma extranjero.
- Premio Golden Screen 1984: a Universal International Pictures (distribuidora).

Además, recibió nominaciones para las siguientes categorías del Premio Óscar:
- Mejor fotografía (Don Peterman)
- Mejor montaje (Bud Smith y Walt Mulconery)
- Mejor canción: Maniac (música y letra: Michael Sembello y Dennis Matkosky)